# Interstate 675 (Ohio)
Pour les articles homonymes, voir Interstate 675.
L'Interstate 675 (I-675) est une autoroute auxiliaire dans les banlieues de Dayton, dans l'Ohio.
L'I-675 sert de voie de contournement à l'est de Dayton qui parcourt 26,53 miles (42,70 km). Il avait été prévu que l'autoroute se connecte à nouveau avec l'I-75 au nord de Dayton près de Northridge plutôt que de se diriger à l'est vers Springfield et l'I-70 (ça a été rejeté puisque le tracé traversait la Wright-Patterson Air Force Base).

## Description du tracé
Au sud, l'autoroute débute à l'échangeur avec l'I-75 dans le Miami Township. Elle se dirige ensuite au nord-est et croise quelques routes d'état. Au sud-est de Kettering, l'autoroute bifurque vers le nord et croise la US 35. Un peu au nord de cet échangeur se trouve l'accès à la Wright-Patterson Air Force Base. l'autoroute s'oriente alors vers l'est et contourne la base. Un peu plus loin, se trouve l'embranchement de ce qui aurait constitué le tracé originellement prévu à travers la base militaire. L'autoroute poursuit toutefois un peu plus loin à l'est avant de bifurquer vers le nord-est.
L'I-675 continue son tracé après avoir bifurqué vers le nord. Elle croise quelques routes avant d'atteindre l'I-70 et son terminus nord. La route continue au nord de l'échangeur comme route à deux voies, la Spangler Road, laquelle mène à Medway.

## Liste des sorties
| Interstate 675           |                                         |       |       |        |                                                                                  | |
| Comté                    | Municipalité                            | mi    | km    | Sortie | Intersections / Destinations                                                     | Notes |
| Montgomery               | Miamisburg                              | 0,00  | 0,00  | —      | I-75 – Cincinnati, Toledo                                                        | Sortie 43 de l'I-75 |
| Montgomery               | Miamisburg                              | 1,64  | 2,64  | 2      | SR 725 (en) – Miamisburg, Centerville                                            | |
| Montgomery               | Centerville                             | 4,34  | 6,98  | 4      | SR 48 (en) – Kettering, Centerville                                              | Indiqué sortie 4A (sud) et 4B (nord) en direction nord; sortie direction nord vers SR 48 sud et entrée direction sud depuis SR 48 nord via Alex–Bell Road |
| Limite Montgomery–Greene | Limite Centerville–Sugar Creek Township | 6,96  | 11,20 | 7      | Wilmington Pike – Bellbrook                                                      | |
| Greene                   | Beavercreek                             | 10,06 | 16,19 | 10     | Dorothy Lane / Indian Ripple Road – Kettering                                    | |
| Greene                   | Beavercreek                             | 12,88 | 20,73 | 13     | US 35 – Xenia, Dayton                                                            | Indiqué sortie 13A (est) et 13B (ouest) |
| Greene                   | Beavercreek                             | 15,19 | 24,45 | 15     | Wright-Patterson Air Force Base Area B, Colonel Glenn Highway                    | |
| Greene                   | Fairborn                                | 15,91 | 25,60 | 16     | Grange Hall Road                                                                 | Sortie direction sud, entrée direction nord |
| Greene                   | Fairborn                                | 17,23 | 27,73 | 17     | SR 844 (en) nord / North Fairfield Road – Wright-Patterson Air Force Base Area A | Échangeur complet pour North Fairfield Road; sortie direction nord, entrée direction sud pour SR 844                                                      |
| Greene                   | Fairborn                                | 20,07 | 32,30 | 20     | Dayton–Yellow Springs Road                                                       | |
| Greene                   | Fairborn                                | 22,38 | 36,02 | 22     | SR 235 (en) – Xenia, Fairborn                                                    | |
| Limite Greene–Clark      | Limite township Bath–Mad River          | 24,50 | 39,43 | 24     | SR 444 (en) – Enon, Fairborn, Wright-Patterson Air Force Base Area A             | |
| Clark                    | Mad River Township                      | 25,91 | 41,70 | 26     | I-70 / SR 4 (en) – Springfield, Columbus, Indianapolis                           | Indiqué sortie 26A (est) et 26B (ouest); sortie 44 de l'I-70                                                                                              |
| Clark                    | Mad River Township                      | 26,43 | 42,53 | —      | Spangler Road nord – Medway                                                      | Terminus nord; la route continue au-delà du terminus comme Spangler Road                                                                                  |
| - Accès incomplet        |                                         |       |       |        |                                                                                  | |